# پونتای اورکو
پونتای اورکو (به اسپانیایی: Puntay Urqu) یک کوه در پرو است که در منطقه آیاکوچو واقع شده‌است. پونتای اورکو ۳٬۲۶۷ متر بالاتر از سطح دریا واقع شده‌است.